# Glaubenberg
Il Glaubenberg è un passo di montagna tra Canton Lucerna e Canton Obvaldo, collega la località di Entlebuch con Sarnen. Scollina a un'altitudine di 1543 m s.l.m.